# Janov nad Nisou
Janov nad Nisou – gmina w Czechach, w powiecie Jablonec nad Nysą, w kraju libereckim.
1 stycznia 2017 gmina liczyła 1 417 mieszkańców o średnim wieku 40,9 lat.